# Jorge Antonio Serrano
Jorge Antonio Serrano (San Miguel de Tucumán, Tucumán, Argentina ,13 de diciembre de 1983) es un exfutbolista argentino que se desempeñaba como defensor central o lateral derecho.

## Estadísticas

### Clubes
| Club                          | Div.          | Temporada     | Liga  | Liga  | Copas nacionales | Copas nacionales | Total | Total |
| Club                          | Div.          | Temporada     | Part. | Goles | Part.            | Goles            | Part. | Goles |
| ----------------------------- | ------------- | ------------- | ----- | ----- | ---------------- | ---------------- | ----- | ----- |
| San Martín (T) Argentina      | 4.ª           | 2004-05       | 16    | 1     | —                | —                | 16    | 1     |
| San Martín (T) Argentina      | 3.ª           | 2005-06       | 19    | 0     | —                | —                | 19    | 0     |
| San Martín (T) Argentina      | 2.ª           | 2006-07       | 22    | 0     | —                | —                | 22    | 0     |
| San Martín (T) Argentina      | 2.ª           | 2007-08       | 30    | 0     | —                | —                | 30    | 0     |
| San Martín (T) Argentina      | 1.ª           | 2008-09       | 20    | 1     | —                | —                | 20    | 1     |
| San Martín (T) Argentina      | 2.ª           | 2009-10       | 17    | 0     | —                | —                | 17    | 0     |
| San Martín (T) Argentina      | 2.ª           | 2010-11       | 24    | 0     | —                | —                | 24    | 0     |
| San Martín (T) Argentina      | 3.ª           | 2013-14       | 8     | 0     | —                | —                | 8     | 0     |
| San Martín (T) Argentina      | Total club    | Total club    | 156   | 2     | 0                | 0                | 156   | 2     |
| Quilmes A. C. Argentina       | 2.ª           | 2011-12       | 18    | 1     | 2                | 0                | 20    | 1     |
| Quilmes A. C. Argentina       | 1.ª           | 2012-13       | 16    | 0     | 1                | 0                | 17    | 0     |
| Quilmes A. C. Argentina       | Total club    | Total club    | 34    | 1     | 3                | 0                | 37    | 1     |
| C. A. Douglas Haig Argentina  | 2.ª           | 2013-14       | 9     | 0     | —                | —                | 9     | 0     |
| C. A. Douglas Haig Argentina  | Total club    | Total club    | 9     | 0     | 0                | 0                | 9     | 0     |
| Juventud Antoniana Argentina  | 3.ª           | 2015          | 6     | 0     | —                | —                | 6     | 0     |
| Juventud Antoniana Argentina  | 3.ª           | 2016          | 2     | 0     | 2                | 0                | 2     | 0     |
| Juventud Antoniana Argentina  | Total club    | Total club    | 10    | 0     | 2                | 0                | 10    | 0     |
| Almirante Brown Argentina     | 3.ª           | 2016-17       | 23    | 0     | —                | —                | 23    | 0     |
| Almirante Brown Argentina     | 3.ª           | 2017-18       | 16    | 1     | —                | —                | 16    | 1     |
| Almirante Brown Argentina     | Total club    | Total club    | 39    | 1     | 0                | 0                | 39    | 1     |
| Talleres de Perico Argentina  | 4.ª           | 2019          | 13    | 0     | —                | —                | 13    | 0     |
| Talleres de Perico Argentina  | Total club    | Total club    | 13    | 0     | 0                | 0                | 13    | 0     |
| Deportivo La Merced Argentina | 4.ª           | 2020          | 6     | 0     | —                | —                | 6     | 0     |
| Deportivo La Merced Argentina | Total club    | Total club    | 6     | 0     | 0                | 0                | 6     | 0     |
| Total carrera                 | Total carrera | Total carrera | 265   | 4     | 5                | 0                | 270   | 4     |
| 1.                            |               |               |       |       |                  |                  |       |       |

## Palmarés

### Torneos nacionales
| Título             | Club                  | País      | Año     |
| ------------------ | --------------------- | --------- | ------- |
| Torneo Argentino B | San Martín de Tucumán | Argentina | 2004-05 |
| Primera B Nacional | San Martín de Tucumán | Argentina | 2007-08 |

### Otros logros
- Ascenso a la Primera B Nacional con San Martín de Tucumán en 2006.
- Ascenso a la Primera División de Argentina con Quilmes A. C. en 2012.